# Íñigo de Arteaga y Falguera
Íñigo de Loyola de Arteaga y Falguera (Madrid, 14 de novembre de 1905 – Marbella, 19 de març de 1997) va ser un militar i noble espanyol, XVIII duc d'El Infantado, gran d'Espanya i capità general de la II Regió Militar i de les Illes Balears.

## Biografia
Va ser cavaller de l'Orde de Sant Jaume, cavaller de la Reial Mestrança de Cavalleria de Saragossa i Gentilhome Gran d'Espanya amb exercici i servitud del Rei Alfons XIII, i era capità quan es va proclamar la Segona República Espanyola en 1931. L'inici de la guerra civil el va sorprendre en Madrid, d'on va passar a la zona nacional participant en la guerra.
Va exercir com a professor i director de la Escola Superior de l'Exèrcit, formant part també del Consell Privat del Comte de Barcelona. Va ascendir a coronel el 1957, a general de brigada en 1961 i a general de divisió en 1964. En 1968 fou ascendit a tinent general i nomenat Capità general de les Illes Balears, càrrec que va desenvolupar fins a agost de 1970, quan fou nomenat capità general de la II Regió Militar amb seu a Sevilla. En novembre de 1971 va passar a la reserva.
Així mateix posseïa la gran-creu de la Orde de Sant Hermenegild, la gran-creu de la Orde d'Isabel la Catòlica i les grans-creus del Mèrit Militar, del Mèrit Aeronàutic, del Mèrit Naval i de la Orde Civil de la Beneficència. Va ser condecorat amb Creus de Guerra amb Palmells i al Mèrit Militar.
Va ser a més fundador i president de l'Associació Espanyola de Lluita contra el Càncer durant trenta anys, i patró del Real Col·legi d'Espanya a Bolonya (Itàlia).
Contràriament al que deien els mitjans de comunicació, el duc del Infantado no era el major propietari de terra de la població de Marinaleda, on mai va tenir terra. Mitjançant accions de pressió popular liderades per l'alcalde Juan Manuel Sánchez Gordillo es va aconseguir que part d'aquestes terres, en concret aproximadament 500 Ha i no les 1.200 Ha actuals, el mas de la finca d'El Humoso a Écija, del que era únicament usufructuari, propietat dels seus fills, fora venuda, lliurement, a l'IARA, per escriptura de 9 de juny de 1987, i aquestes terres passessin a la població i es posessin a la disposició dels habitants de Marinaleda i goddin la base del procés polític i social que s'ha produït en aquesta població, segons alguns, un exemple d'alternativa al sistema capitalista.

## Títols nobiliaris
Íñigo de Arteaga va ostentar els següents títols nobiliaris:
- XVIII duc d'El Infantado.
- XIV duc de Francavilla.
- XIII marquès d'Ariza.
- XIX marquès de Santillana.
- XIV marquès d'Armunia
- XVII marquès de Cea.
- X marquès de Muntanya de Vay.
- IX marquès de Valmediano.
- XIII marquès de Vivola.
- XV marquès d'Estepa.
- XII comte de la Monclova.
- XI comte de Santa Eufemia.
- XXI comte de Saldaña.
- VI comte de Corres.
- XIX comte del Real de Manzanares.
- V comte del Serrallo.
- XVII comte del Cid.
- IV comte de Santiago.
- XXIV Senyor de la Casa de Lazcano.
- Almirall d'Aragó.